# Olimpiadi degli scacchi femminili del 1966
Le Olimpiadi degli scacchi femminili del 1966 furono la terza edizione esclusivamente femminile della competizione. Si svolsero a Oberhausen, in Germania Ovest.

## Torneo
Al torneo parteciparono 14 squadre nazionali, che si affrontarono in un unico girone all'italiana. Ogni squadra era composta da tre giocatrici (per un totale di 41 partecipanti), di cui una riserva.

### Risultati assoluti
| Pos. | Squadra          | Scacchiere           | Scacchiere             | Scacchiere                    | Punti |
| Pos. | Squadra          | Prima                | Seconda                | Terza (riserva)               | Punti |
| ---- | ---------------- | -------------------- | ---------------------- | ----------------------------- | ----- |
|      | Unione Sovietica | Nona Gaprindashvili  | Valentina Kozlovska    | Tatiana Zatulovskaya          | 22    |
|      | Romania          | Alexandra Nicolau    | Elisabeta Polihroniade | Margareta Pervoznic           | 20,5  |
|      | Germania Est     | Edith Keller-Hermann | Waltraud Nowarra       | Gabriele Just                 | 17    |
| 4    | Jugoslavia       | Milunka Lazarević    | Verica Nedeljković     | Katarina Jovanović-Blagojevic | 16,5  |
| 5    | Paesi Bassi      | Conny Vreeken        | Rie Timmer             | Fenny Heemskerk               | 16    |
| 6    | Cecoslovacchia   | Kveta Eretova        | Jana Malypetrova       | Marta Polakova                | 15    |
| 7    | Ungheria         | Eva Karakas          | Edith Bilek            | Zsuzsa Veröci                 | 15    |
| 8    | Bulgaria         | Venka Asenova        | Evelina Trojanska      | Antonina Geogrieva            | 14    |
| 9    | Inghilterra      | Anne Sunnucks        | Rowena Bruce           | Dinah Dobson                  | 12    |
| 10   | Stati Uniti      | Gisela Gresser       | Lisa Lane              | Eva Aronson                   | 9,5   |
| 11   | Polonia          | Krystyna Radzikowska | Miroslawa Litmanowicz  | Danuta Samolewicz             | 9     |
| 12   | Germania Ovest   | Elfriede Rinder      | Ottilie Stibaner       | Irmgard Kärner                | 6,5   |
| 13   | Danimarca        | Ingrid Larsen        | Antonina Enevoldsen    |                               | 5     |
| 14   | Austria          | Ingeborg Kattinger   | Maria Ager             | Alfreda Hausner               | 4     |

### Risultati individuali
Furono assegnate medaglie alle giocatrici di ogni scacchiera con le tre migliori percentuali di punti per partita.
|                            | Giocatrice             | Punti            | Partite          | %                |
| Prima scacchiera           | Prima scacchiera       | Prima scacchiera | Prima scacchiera | Prima scacchiera |
| -------------------------- | ---------------------- | ---------------- | ---------------- | ---------------- |
|                            | Nona Gaprindashvili    | 9                | 11               | 81,8             |
|                            | Alexandra Nicolau      | 8                | 10               | 80,0             |
|                            | Venka Asenova          | 9,5              | 13               | 73,1             |
| Seconda scacchiera         |                        |                  |                  |                  |
|                            | Elisabeta Polihroniade | 7,5              | 9                | 83,3             |
|                            | Rowena Bruce           | 7,5              | 12               | 62,5             |
|                            | Jana Malypetrova       | 7,5              | 12               | 62,5             |
| Terza scacchiera (riserva) |                        |                  |                  |                  |
|                            | Tatiana Zatulovskaya   | 8,5              | 9                | 94,4             |
|                            | Gabriele Just          | 8                | 9                | 88,9             |
|                            | Katarina Jovanović     | 7                | 9                | 77,8             |

#### Medaglie individuali per nazione
| Nazione          |   |   |   | Totali |
| ---------------- | - | - | - | ------ |
| Unione Sovietica | 2 | 0 | 0 | 2      |
| Romania          | 1 | 1 | 0 | 2      |
| Inghilterra      | 0 | 1 | 0 | 1      |
| Cecoslovacchia   | 0 | 1 | 0 | 1      |
| Germania Est     | 0 | 1 | 0 | 1      |
| Bulgaria         | 0 | 0 | 1 | 1      |
| Jugoslavia       | 0 | 0 | 1 | 1      |